# Phyllophaga jiminezi
Phyllophaga jiminezi är en skalbaggsart som beskrevs av Robert E. Woodruff och Ivan T. Sanderson 2005. Phyllophaga jiminezi ingår i släktet Phyllophaga och familjen Melolonthidae. Inga underarter finns listade i Catalogue of Life.